# Větrná farma

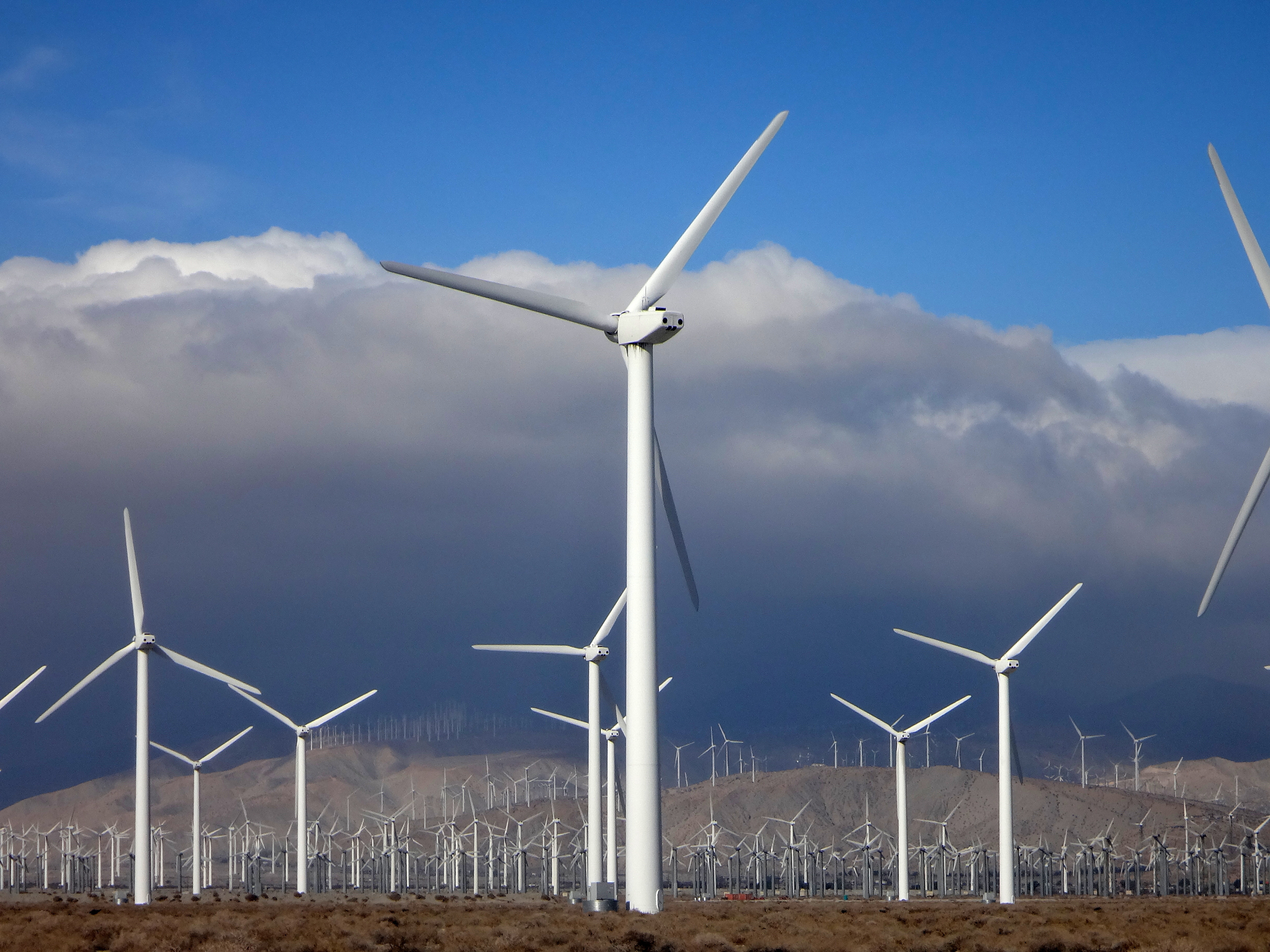
Větrná farma San Gorgonio Pass wind farm v Kaliornii ve Spojených státech amerických

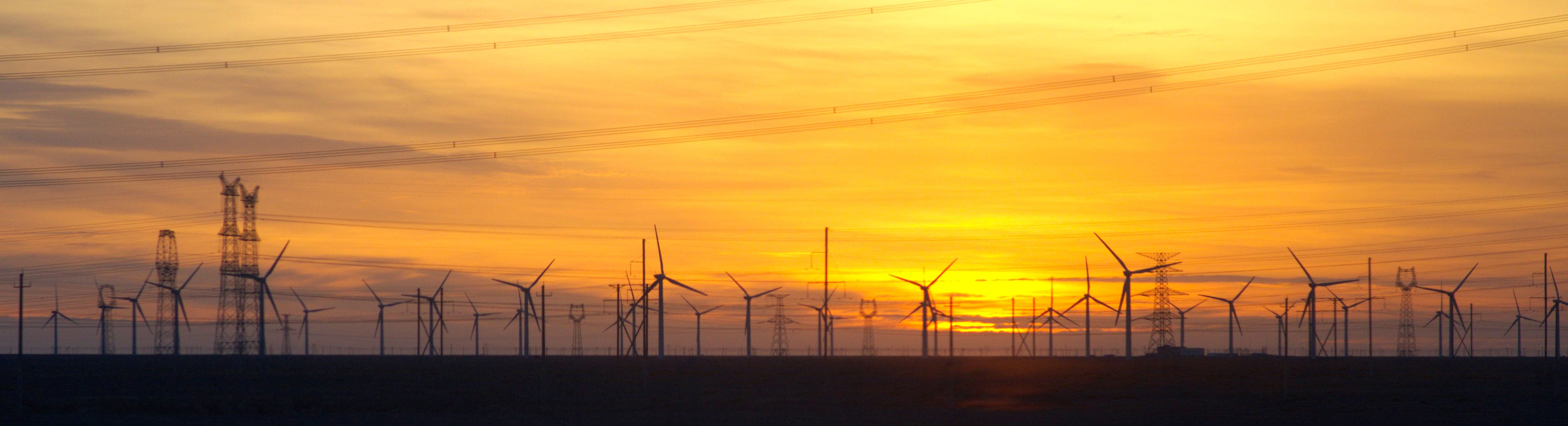
Farma Gansu Wind Farm v Číně je největší větrnou farmou na světě s cílovou kapacitou 20 000 MW v roce 2020

Větrná farma je skupina větrných elektráren nacházejících se ve stejné lokaci, jejichž cílem je produkovat elektrickou energii. Takovéto farmy mohou turbín obsahovat až stovky a pokrývat tak stovky kilometrů čtverečních. Mohou být na pevnině či na vodní hladině moří či oceánů.
Největší větrné farmy na pevnině se nachází v USA, Číně či Indii. Největší tato farma je k roku 2018 Gansu Wind Farm v Číně, která má výkon 8 000 MW, přičemž do roku 2020 dosáhne výkonu 20 000 MW. Na moři je to k roku 2018 Walney Wind Farm u Anglie s výkonem 659 MW.
V České republice je největší větrnou farmou Větrná farma Kryštofovy hamry, nacházející se na Chomutovsku. Čítá 21 turbín s instalovaným výkonem 42 MW. K uvedení do provozu došlo v roce 2007.